# Amaurornis phoenicurus
La gallinella pettobianco, gallinella d'acqua pettobianco o rallo acquaiolo pettobianco (Amaurornis phoenicurus (Pennant, 1769)) è un uccello della famiglia dei Rallidi originario della regione orientale.

## Tassonomia
Attualmente vengono riconosciute tre sottospecie di gallinella pettobianco:
- A. p. phoenicurus (Pennant, 1769) (Asia meridionale, arcipelago malese e Filippine);
- A. p. insularis Sharpe, 1894 (Andamane e Nicobare);
- A. p. leucomelana (S. Müller, 1842) (Sulawesi, Molucche occidentali e Piccole Isole della Sonda).

## Descrizione
La gallinella pettobianco è un grosso rallo dal piumaggio caratteristico: misura 28–33 cm di lunghezza; il peso varia dai 203 ai 328 g nei maschi e dai 166 ai 225 g nelle femmine. Presenta le regioni superiori e i fianchi di colore grigio scuro e le regioni inferiori bianche, alle quali la specie deve il nome comune. Anche la faccia è bianca, mentre la parte posteriore dei fianchi e il sottocoda sono bruno-rossastri. Il becco è giallastro, con la base rossiccia, ma diviene più verde oliva al di fuori della stagione riproduttiva. Le lunghe zampe giallastre sono munite di piedi piuttosto sottili; quando è in volo, le zampe sono tenute penzoloni. La femmina è generalmente più piccola del maschio ed ha il becco un po' meno variopinto, mentre i giovani hanno un piumaggio dalle tinte uniformi, con le regioni inferiori marroni invece che bianche, e becco e zampe dai colori più scuri. Durante la stagione della nidificazione questa specie diviene molto rumorosa, ed emette un forte richiamo costituito da vari grugniti, ruggiti, schiamazzi e sogghigni, seguiti da un kru-ak, kru-ak, kru-ak-a-wak-wak ripetuto che può protrarsi per 15 minuti o più. Produce anche un acuto pwik metallico.
Come è già stato detto, la gallinella pettobianco viene generalmente suddivisa in tre sottospecie, A. p. phoenicurus, A. p. insularis e A. p. leucomelana, ma alcuni ne riconoscono una quarta, A. p. midnicobaricus. Esse si differenziano soprattutto per la diversa estensione della colorazione grigia su testa e fianchi, e per la colorazione delle regioni inferiori, più olivacea in A. p. midnicobaricus. Tuttavia, vi sono ugualmente variazioni nella colorazione tra un individuo e l'altro, e alcune popolazioni mostrano un aspetto intermedio dei disegni della testa.

## Distribuzione e habitat
La gallinella pettobianco è diffusa in tutto il subcontinente indiano (compreso il Territorio britannico dell'oceano Indiano) e il Sud-est asiatico, fino alle Piccole Isole della Sonda, in Indonesia. Sebbene sia stanziale in quasi tutto il suo areale, le popolazioni settentrionali si spostano verso sud in inverno, e talvolta possono spostarsi a ovest fino a raggiungere l'Arabia. Verso nord, l'areale di questa specie si estende fino al Giappone.
Questa specie occupa una vasta gamma di zone umide, ovunque gli specchi d'acqua siano circondati da una fitta vegetazione. La sua presenza è stata registrata in acquitrini, paludi, boschetti di bambù, boscaglie umide, sulle rive di fiumi, stagni e laghi, ai margini e nelle radure delle foreste, nelle paludi di mangrovie, e perfino in boscaglie e macchie distanti dall'acqua. Inoltre, occupa spesso zone nei pressi degli insediamenti umani, come i campi coltivati (ad esempio le risaie), le acque di scolo, i laghetti urbani, i parchi e i giardini.

## Biologia

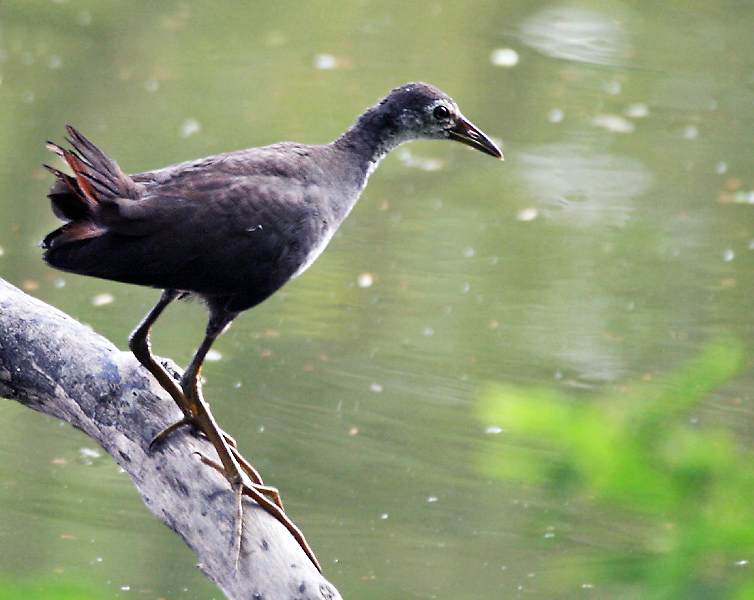
Un esemplare immaturo.

### Alimentazione
Uccello non particolarmente timido, la gallinella pettobianco si spinge spesso all'aperto in cerca di cibo. Questo viene raccolto dal terreno, ma a volte la gallinella si arrampica anche su arbusti e alberi, ed è in grado di nuotare. Quando è al suolo, si sposta con lunghe falcate, spesso agitando la coda, e, se disturbato, tende a correre verso un riparo piuttosto che a spiccare il volo. La specie ha una dieta molto varia, che comprende insetti, vermi, ragni, molluschi e perfino piccoli pesci, nonché semi di piante erbacee e radici e germogli di piante palustri.

### Riproduzione
La stagione della nidificazione varia a seconda della località, e in alcune zone la specie può riprodursi in ogni periodo dell'anno. Generalmente avvistato da solo o in coppia, o talvolta in piccoli gruppi, viene descritto come un uccello abbastanza aggressivo, che si lancia spesso in combattimenti con i suoi simili. Il nido viene costruito sul terreno o nell'intrico della vegetazione, su una bassa piattaforma a forma di coppa fatta di ramoscelli, steli e foglie. La femmina depone tra le 4 e le 9 uova, covate sia dal maschio che dalla femmina per circa 20 giorni. I pulcini, ricoperti di piumino nero, lasciano il nido poco dopo la schiusa e vengono nutriti e accuditi da entrambi i genitori.